# Acaena buchananii
Acaena buchananii é uma espécie de rosácea do gênero Acaena, pertencente à família Rosaceae.